# Goera hageni
Goera hageni is een schietmot uit de familie Goeridae. De soort komt voor in het Afrotropisch gebied.